# Baltische Scheepswerf

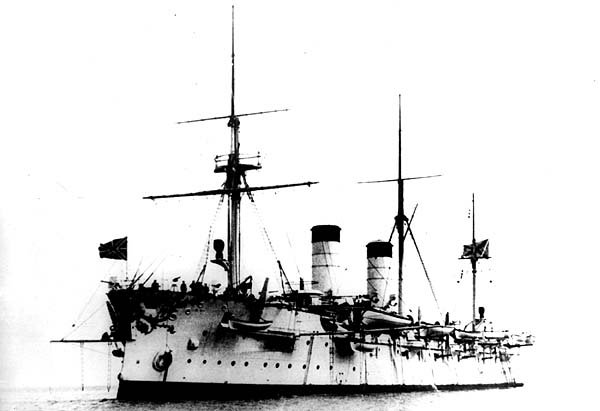
Pantserkruiser Rurik

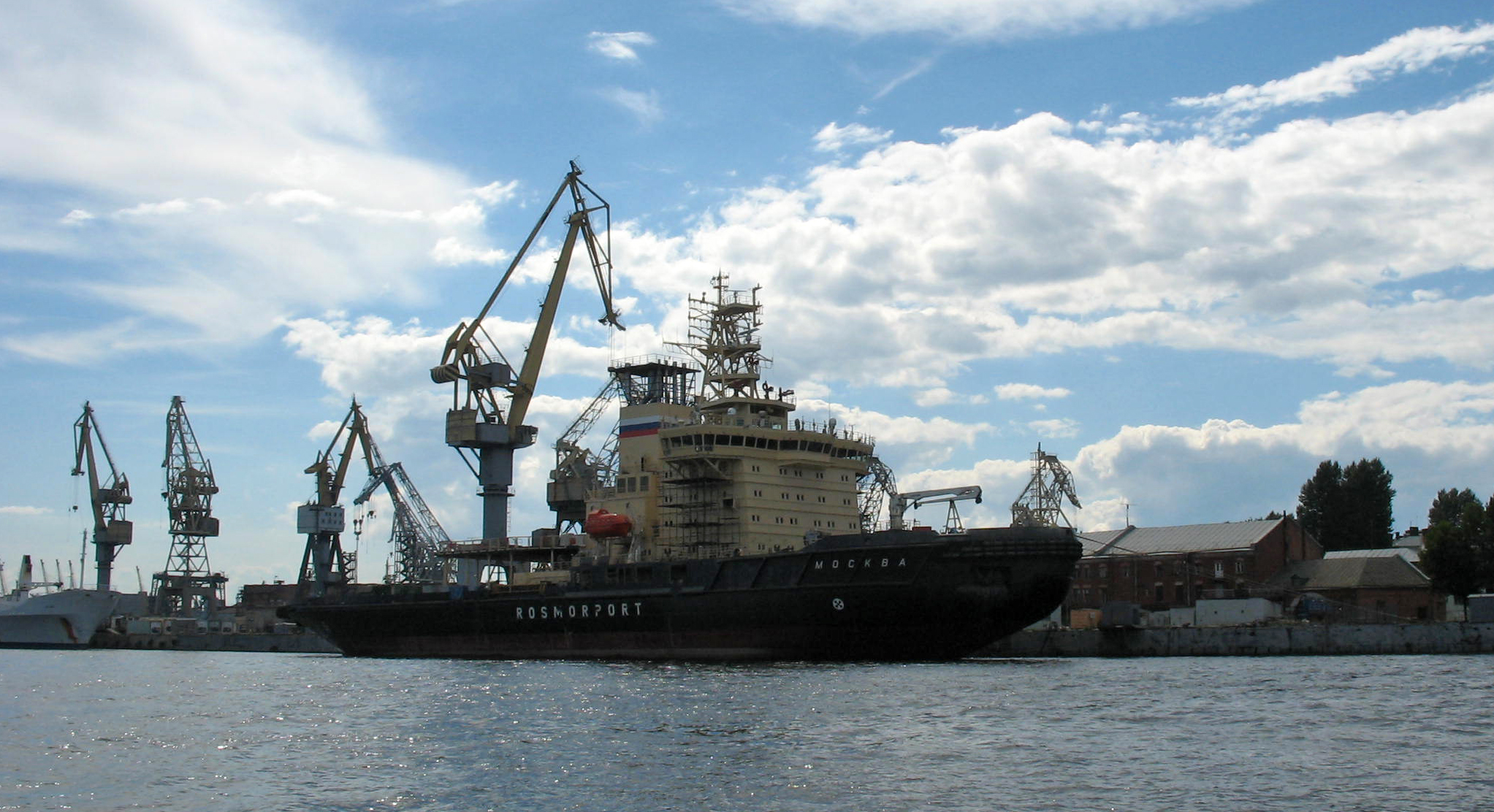
IJsbreker Moscow op Baltische scheepswerf in 2008

De Baltische Scheepswerf (Russisch: Балтийский завод имени, Baltiysky Zavod imeni) is opgericht in 1856 en is een van de oudste scheepswerven in Rusland. De scheepswerf ligt in Sint-Petersburg op het eiland Vasilievski. Het maakt onderdeel uit van het Russische staatsbedrijf United Shipbuilding Corporation.

## Geschiedenis
De scheepswerf werd in 1856 opgericht door de Schotse ondernemer M. L. MacPherson en M. Carr, een handelaar uit Sint-Petersburg, voor de bouw van en onderhoud aan schepen. De werf kreeg de naam van beide heren. In 1864 kreeg het van de Russische overheid de eerste marineorder voor twee monitors. Het succes van de werf was hiermee echter niet gegarandeerd en het raakte in financiële problemen. De werf werd in 1874 overgenomen door prins Ochtomski. In 1877 veranderde de naam in Baltic Company for Railway, Vehicle, Ship and Machine Building en kwam onder leiding te staan van een marineofficier.
In 1894 kwamen alle aandelen in handen van de overheid en het werd daarmee een staatsbedrijf. De overheid bemoeide zich nauwelijks met het dagelijks bestuur van het bedrijf en aan het begin van de 20e eeuw was de werf de grootste in de stad en telde zo’n 6.000 arbeiders.
In 1892 leverde de werf de pantserkruiser Rurik. Tijdens de Russisch-Japanse Oorlog liet haar bemanning in 1904 het schip zinken om te voorkomen dat het in vijandelijke handen zou vallen. Verder werden op de werf veel onderzeeboten gemaakt en ook grote marineschepen. Na de revolutie van 1917 kreeg de werf de huidige naam. In de jaren dertig werd de werf gemoderniseerd en veel kruisers, fregatten en diverse onderzeeboten werden er gebouwd. Tijdens het beleg van Leningrad lag de productie stil en de werf werd zwaar beschadigd.
Een paar jaar na het einde van de Tweede Wereldoorlog  zijn op de werf diverse schepen van de Sverdlovklasse gebouwd, de laatste conventionele lichte kruisers van de Sovjetmarine. Laat in de jaren zestig werd de werf ingezet voor de bouw van atoomijsbrekers. De ijsbreker Arktika werd in 1972 te water gelaten. In 1973 werd de kiel gelegd voor de Kirov, een nucleair aangedreven zware geleidewapenkruiser voor de Russische marine.
In 2008 werd een start gemaakt met de bouw van een drijvende kerncentrale, het 21.000 ton metende Akademik Lomonosov. Medio 2011 werd het werk tijdelijk stilgelegd en pas hervat in december 2012 na lange onderhandelingen met de opdrachtgever Rosenergoatom. In september 2016 moet het schip gereed zijn om gesleept te worden naar de finale bestemming.
Eind 2013 begon de werf met de bouw van de grootste en sterkste atoomijsbreker. Het nieuwe schip, waarvan de naam nog onbekend is, krijgt twee nucleaire reactoren met een totaal vermogen van 60 MW. Het wordt 14 meter langer en 4 meter breder dan de huidige grootste ijsbreker, de 50 Let Pobedy. Het bouwcontract heeft een waarde van circa 1,1 miljard euro. Als alles volgens plan verloopt komt het schip in 2017 in de vaart.